# ПоLOVEинки (телепрограма)
«ПоLOVEинки» («Половинки») – романтичне реаліті-шоу, адаптація британського проєкту «Undateables» для українського телеканалу «Новий канал». Головні герої проєкту – унікальні, неординарні люди. Через те, що вони не вписуються у загальноприйняті норми, їм складно знайти свою другу половинку. 
«Яким би ти не був, серед 6 мільярдів людей обов'язково знайдеться той, хто покохає саме тебе!»

## Про проєкт
Про проєкт:
«ПоLOVEинки» ( «Половинки») – романтичне реаліті-шоу, герої якого зазнають труднощів у пошуку партнера. Реаліті-шоу покликане показати, що невиліковний діагноз або життєва трагедія не ставлять хрест на повноцінному житті. Як стверджує директор творчого об'єднання Лора Мальцева: «Це унікальний проект як для Нового каналу, так і для українського телебачення в цілому. З такою інтонацією, у такому ключі про таких людей ми в Україні говоримо вперше ».
«Половинки» – це спеціальний проєкт про кохання, який доводить, що справжнє кохання не сприймає ані шаблонів, ані кордонів! Учасники: Хтось дуже високий, а хтось – худий. Хтось до смерті боїться мікробів, хтось болісно підозрілий. Одні кидають виклик суспільству своїм зовнішнім виглядом, інші шокують своєю поведінкою. Та всі вони хочуть кохання та уваги! Це люди з відносно легкими зовнішніми недоліками, але ці недоліки змушують їх почуватися неповноцінними і ускладнюють соціалізацію. Проєкт «Половинки» допомагає їм знайти своє кохання! Обличчя проєкту: Наталія Холоденко – психолог, яка працює з парами з понад 30 країн світу. Харизматична, досвідчена, вона бачить людей наскрізь, виконує роль «конфідента» героїв. Поспілкувавшись із людиною і зрозумівши, хто саме їй потрібен, вона в парі зі своїм колегою підбирає герою другу половинку. Володимир Науменко – найбільш холоднокровний тренер з особистісного зростання. Він знає, як отримати бажане, і ніколи не слухає виправдань! Він неодноразово допомагав як окремим клієнтам, так і великим компаніям грамотно планувати і досягати поставлених цілей. Він може вказувати героям на їхні помилки, направляти і давати поради як потрібно діяти! Ведучий (1 сезон): Борис Пахоль – найбільш провокаційний лайф-коуч в Україні. В його активі 10 років управлінського і бізнес-досвіду, 20 років викладацького досвіду, 9000 годин тренінгів та лекцій, 2000 слухачів, 100 корпоративних клієнтів.

### Команда
- Директор творчого об'єднання: Лора Мальцева
- Керівник проєкту: Марина Гострая
- Креативний продюсер: Марія Бєлая

Символ проєкту

- Виконавчий продюсер: Анастасія Красикова
- Шеф-редактор: Марія Кузьменок
- Редактори: Анастасія Ковбасенко, Марина Квітка, Оксана Соляник.
- Головний режисер: Іра Епштейн.
- Режисери: Яна Кравчук, Інна Чубар, Тетяна Деркач, Поліна Полякова.
- Кастинг-редактор: Ольга Проніна.
- Оператори: Євген Горенко, Слава Раковський, Ілля Гнєдаш.

### Символ
У проєкті є символ. Кулон у вигляді сердечка, розділеного надвоє. Якщо герої знайдуть своє кохання — розділять його з обранцем або обраницею. Якщо ні… Хотілося б, аби розділили.

## Сезони

### 1 сезон
У першому сезоні шоу 12 епізодів. Середня тривалість серії 100 хв. Сезон тривав з 22.09.2015 по 02.12.2015
| Номер епізоду | Дата виходу | 1 пара                  | Результат | 2 пара                     | Результат |
| ------------- | ----------- | ----------------------- | --------- | -------------------------- | --------- |
| 1             | 22.09.2015  | Діма та Маша            | Ні        | Паша та Таїсія             | Так       |
| 2             | 29.09.2015  | Олексій та Марина       | Ні        | Іван та Юлія або Соня      | Соня      |
| 3             | 06.10.2015  | Іван та Юлія            | Так       | Марк та Юлія               | Так       |
| 4             | 13.10.2015  | Денис та Оксана         | Так       | Іван та Катя               | Так       |
| 5             | 20.10.2015  | Всеслав та Катя         | Так       | Вова та Іра                | Так       |
| 6             | 27.10.2015  | Льоня та Крістіна       | Так       | Сергій та Юлія             | Ні        |
| 7             | 03.11.2015  | Сергій та Ірина         | Так       | Володимир та Настя         | Ні        |
| 8             | 10.11.2015  | Андрій та Марія         | Так       | Роберт та Ліна             | Так       |
| 9             | 17.11.2015  | Алекс та Олена або Віка | Так       | Сергій та Анет             | Ні        |
| 10            | 24.11.2015  | Олег та Олена           | Ні        | Арій та Люда, Ілона, Марго | Ні        |
| 11            | 01.12.2015  | Ілля та Оксана          | Ні        | Кирил та Катерина          | Ні        |
| 12            | 02.12.2015  | Коля та Настя           | Ні        | Святослав та Марина        | Ні        |

### Спецвипуск
| Дата виходу | Герої     | Герої    | На проєкті | Після проєкту |
| ----------- | --------- | -------- | ---------- | ------------- |
| 14.02.2016  | Денис     | Оксана   | Так        | Так           |
| 14.02.2016  | Ілля      | Оксана   | Ні         | Ні            |
| 14.02.2016  | Ілля      | Люда     | —          | Так           |
| 14.02.2016  | Ілля      | Наташа   | —          | Так           |
| 14.02.2016  | Олексій   | Марина   | Ні         | Ні            |
| 14.02.2016  | Олексій   | Єва      | —          | Так           |
| 14.02.2016  | Павло     | Таїсія   | Так        | Ні            |
| 14.02.2016  | Павло     | Марина   | —          | Так           |
| 14.02.2016  | Вова      | Таїсія   | —          | Так           |
| 14.02.2016  | Іван      | Юлія     | Так        | Ні            |
| 14.02.2016  | Іван      | Соня     | Так        | Так           |
| 14.02.2016  | Алекс     | Олена    | Ні         | Ні            |
| 14.02.2016  | Алекс     | Віка     | Так        | Так           |
| 14.02.2016  | Олег      | Олена    | Ні         | Ні            |
| 14.02.2016  | Роберт    | Ліна     | Так        | Так           |
| 14.02.2016  | Святослав | Катерина | —          | Так           |
| 14.02.2016  | Вова      | Аня      | —          | Так           |
| 14.02.2016  | Льоня     | Катерина | —          | Так           |
| 14.02.2016  | Діма      | Настя    | —          | Так           |
| 14.02.2016  | Сергій    | Ірина    | Так        | Так           |
| 14.02.2016  | Андрій    | Маша     | Так        | Ні            |
| 14.02.2016  | Андрій    | Юлія     | —          | Так           |

#### 2 сезон
| Номер епізоду | Дата виходу | 1 пара       | Результат | 2 пара       | Результат |
| ------------- | ----------- | ------------ | --------- | ------------ | --------- |
| 1             | 23.08.2016  | Ігор та Ліза | Так       | Маша та Стас | Так       |